# Vernor Vinge

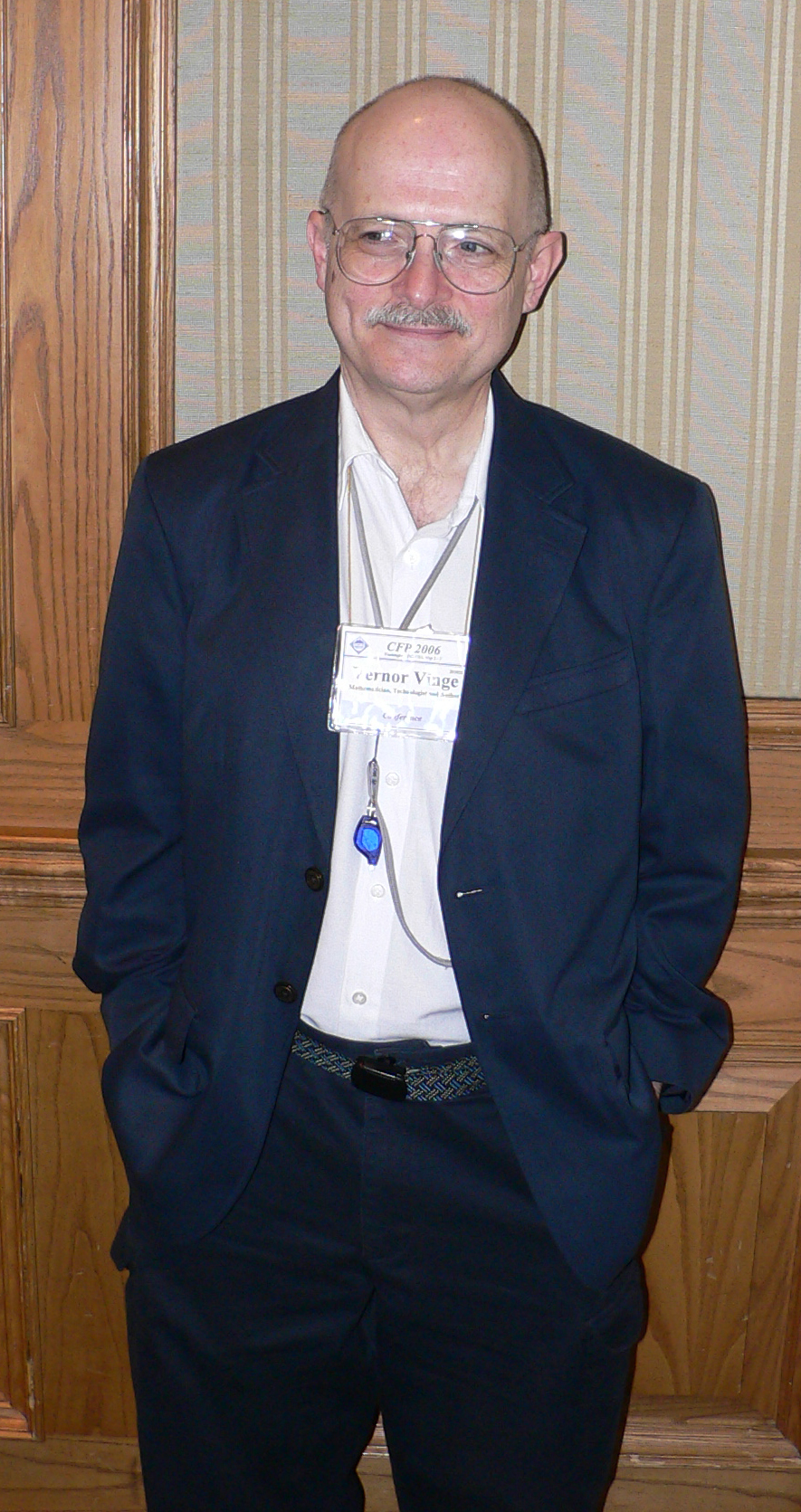
Vernor Vinge op een symposium te Washington D.C. mei 2006

Vernor Steffen Vinge (Waukesha (Wisconsin), 2 oktober 1944 – La Jolla (Californië), 20 maart 2024) was een Amerikaanse sciencefictionschrijver, wiskundige en informaticus. Hij werd geboren in de staat Wisconsin maar hij groeide op in Michigan. Zijn voorouders kwamen uit Noorwegen zoals nog aan zijn achternaam te zien is. Hij was tot 2000 werkzaam als professor in de wiskunde en informatica aan de Universiteit van San Diego, een in San Diego gevestigde campus van de befaamde UC (Universiteit van Californië), maar ging later met emeritaat.

## Singulariteit
Vinge is vooral bekend als sciencefictionauteur, door de romans A Fire Upon the Deep en  A Deepness in the Sky waarmee hij de Hugo Award won en voor zijn essay uit 1993 over de technologische singulariteit. In dit essay beargumenteert Vinge dat de exponentiële groei van wetenschap en technologie vòòr 2030 zal leiden tot de creatie van entiteiten met een intelligentie die groter is dan die van de mens. De resulterende gevolgen zijn fundamenteel onvoorspelbaar voor de tegenwoordige mens. Door dit essay en zijn verhalen waarin deze singulariteit dikwijls op de achtergrond aanwezig is had Vinge een ware cultstatus bereikt in transhumanistische kringen. Vinge betitelde zichzelf echter liever niet als transhumanist maar als iemand die geïnteresseerd is in de voortschrijdende techniek en daarom probeert trends naar de toekomst door te trekken.
Vinge formuleerde zijn gedachten over een eventuele technologische singulariteit voor het eerst publiekelijk in het voorwoord van het januari nummer 1983 van Omni. Hij vroeg zich toen af waarom de hemel zo stil was als er zoveel intelligent leven in het heelal zou zijn. Dit is ook bekend als de Fermiparadox. Vinge uitte toen al het idee dat intelligentie zich zover ontwikkelt dat ze geen interesse meer heeft in wat 'hedendaagse' menselijke intelligentie belangstelling inboezemt en naar 'elders' vertrekt (dit elders is voor ons onvoorstelbaar of zelfs onkenbaar en ligt misschien wel buiten ons zichtbare universum). Zijn essay uit 1993 werd in 2003 opnieuw gepubliceerd in Whole Earth Review in het winternummer en geactualiseerd met aanvullend commentaar door Vinge.

## Schrijversloopbaan
Vinge publiceerde zijn eerste korte verhaal Bookworm, Run! in 1965 in het tijdschrift Analog Science Fiction, waar toen John W. Campbell de redacteur was.  In 1981 werd hij bekend met zijn novelle True Names, wat een van de eerste verhalen was waarin het concept cyberspace uitgebreid werd behandeld. Later zou dit thema centraal staan in verhalen van William Gibson, Neal Stephenson en anderen (met name in het cyberpunkgenre).
Zijn volgende twee romans The Peace War (1984) en Marooned in Realtime (1986) verschaften Vinge de reputatie van een SF-schrijver die zijn technologische ideeën op inventieve manier uitbouwt tot logische conclusies. In The Peace War beschrijft Vinge een maatschappij, rond het jaar 2050, die op het Anarchistisch Kapitalisme gegrondvest is. De singulariteit is uitgesteld door een wereldwijde oorlog in 1997 waarbij  de mensheid werd gedecimeerd waarna er een tijdelijke stagnatie in de exponentiële trends in wetenschap en techniek optrad. In het vervolg hierop Marooned in Realtime werkte hij zijn concept van de technologische singulariteit verder uit. Dit verhaal beschrijft de pogingen van een groepje 'vergeten' mensen, waaronder ook een paar personages uit "The Peace War", om te overleven op een verder onbewoonde Aarde in de verre toekomst. De rest van de mensheid is 50 miljoen jaar eerder alsnog verdwenen in de singulariteit. Beide boeken werden genomineerd voor de Hugo Award maar wisten de prijs uiteindelijk niet te bemachtigen.
Met A Fire Upon the Deep (1992) en A Deepness in the Sky (1999) lukte het wel de begeerde Hugo te winnen, evenals met de novellen Fast Times at Fairmont High in 2002 en The Cookie Monster in 2004. Met A Deepness in the Sky won hij ook de John W. Campbell Memorial Award. In 2007 verdiende Vinge de Locus Award en de Hugo met Rainbows End.
Vanaf 2000 wijdde Vinge zich geheel aan het schrijven en was hij gestopt met doceren aan de Universiteit van San Diego.
In 2011 verscheen Vinge's roman The Children of the Sky dat een vervolg is op A Fire Upon the Deep dat ongeveer tien jaar later speelt.
Vinge is getrouwd geweest met Joan D. Vinge, die ook een bekend SF-schrijfster is.
Vinge leed aan de ziekte van Parkinson en overleed op 20 maart 2024 op 79-jarige leeftijd.

## Romans en verhalen
De meeste boeken zijn ook in het Nederlands uitgegeven door uitgeverij Meulenhoff in de serie M=SF.
- Grimm's World (1969), herzien als Tatja Grimm's World (1987)
- The Witling (1976)
- The Peace War (1984) Nederlands De Vredesoorlog, 1985
- Marooned in Realtime (1986) Nederlands Gestrand in de Realitijd, 1987; vervolg op 'De Vredesoorlog'
- A Fire Upon the Deep (1992) Nederlands Dagen des Oordeels, 1993
- A Deepness in the Sky (1999) Nederlands De krochten van het heelal, 2001; speelt voor de gebeurtenissen in 'Dagen des Oordeels'
- Fast Times at Fairmont High (2002)
- The Cookie Monster (2004)
- Rainbows End (2006) Het verhaal speelt zich af in hetzelfde 'universum' als Fast Times at Fairmont High en The Cookie Monster. Door de voortschrijdende techniek heeft de medische wetenschap een man uit onze tijd die jaren in diepe dementie verkeerde ten gevolge van de ziekte van Alzheimer terug kunnen brengen tot bewustzijn. Door zijn ogen wordt de wereld bekeken die kort voor de singulariteit staat.
- The Children of the Sky (2011); vervolg op 'Dagen des Oordeels'

Verder heeft Vinge ook drie bundels met korte verhalen gepubliceerd:
- True Names... and Other Dangers (1987)
- Threats ... and Other Promises (1988)
- The Collected Stories of Vernor Vinge (2001)